# Margareta a Danemarcei (1456-1486)
Margareta a Danemarcei (n. 23 iunie 1456, Copenhaga, Danemarca – d. 14 iulie 1486, Stirling Castle⁠(d), Scoția, Regatul Unit), numită de asemenea Margareta a Norvegiei, a fost regină consort a Scoției din 1469 până în 1486 ca soție a regelui Iacob al III-lea. A fost fiica regelui Christian I, rege al Danemarcei, Norvegiei și Suediei.

## Biografie
Margareta a fost logodită cu Iacob al Scoției în 1460, la vârsta de patru ani. Căsătoria a fost aranjată la recomandarea regelui Franței pentru a pune capăt dușmăniei de moarte dintre Danemarca și Scoția în legătură cu impozitarea insulei Hebrides, un conflict care a durat între 1426 și 1460. În iulie 1469 (la vârsta de 13 ani), la Catedrala Holyrood, Margareta s-a casatorit cu Iacob al III-lea, rege al Scoției în perioada 1460-1488.
Tatăl ei, regele Christian I, rege al Danemarcei și Norvegiei (cele două regate erau unite în acel moment prin Uniunea de la Kalmar) a fost de acord să plătească o zestre considerabilă. Avea nevoie de numerar așa că a oferit insulele Orkney și Shetland drept gaj că zestrea va fi plătită.
Din căsătorie au rezultat trei copii:
- Iacob al IV-lea al Scoției (17 martie 1473 – 9 septembrie 1513)
- James, Duce de Ross (martie 1476 – ianuarie 1504)
- John, Conte de Mar (decembrie 1479 – 1503)

Margareta a devenit o regină populară în Scoția și a fost descrisă ca fiind frumoasă, blândă și sensibilă. Mulți istorici au descris-o ca fiind mai calificată decât soțul ei să domnească.

O poveste spusă de fiul ei susține că Margareta a fost ucis de otrava pe care i-a dat-o John Ramsay, Lord Bothwell, lider al unuia dintre facțiunile politice. Totuși, cum Ramsay a rămas favorit al familiei regale și după moartea reginei, acest lucru este considerat îndoielnic și poate să fi fost calomnie, deși el a avut unele cunoștințe despre otrăvuri.  În timpul crizei din 1482 când soțul ei a fost privat de putere timp de câteva luni, se spune că Margareta era mai interesată de bunăstarea copiilor decât de situația soțului ei, iar acest lucru se pare că a dus la o înstrăinare. În ciuda zvonurilor însă nu există nici un motiv să se creadă că regele a dorit moartea ei.
Margareta a murit la Castelul Stirling la 14 iulie 1486, la vârsta de 32 de ani, și a fost înmormântată la Catedrala Cambuskenneth.